# Fußball-Weltmeisterschaft 1930/Finalrunde
Diese Seite ist eine Unterseite zum Artikel Fußball-Weltmeisterschaft 1930 und informiert über die Finalrundenspiele dieses Wettbewerbs.

## Halbfinale

### Argentinien – Vereinigte Staaten 6:1 (1:0)
| Argentinien                                                        | Argentinien | Vereinigte Staaten | Vereinigte Staaten |
| ------------------------------------------------------------------ | --- | --- | ------------------ |
| Argentinien                                                        | \| 1. Halbfinale \| \| Sa., 26. Juli 1930 um 14:45 Uhr in Montevideo (Estadio Centenario) \| \| Zuschauer: 72.886 \| \| Schiedsrichter: John Langenus ( Belgien) \| \| Spielbericht \|                                                               | \| 1. Halbfinale \| \| Sa., 26. Juli 1930 um 14:45 Uhr in Montevideo (Estadio Centenario) \| \| Zuschauer: 72.886 \| \| Schiedsrichter: John Langenus ( Belgien) \| \| Spielbericht \|             | Vereinigte Staaten |
| Argentinien                                                        | Juan Botasso – José Della Torre, Fernando Paternóster – Juan Evaristo, Luis Monti, Rodolfo Orlandini – Carlos Peucelle, Alejandro Scopelli, Guillermo Stábile, Manuel Ferreira , Marino Evaristo Cheftrainer: Francisco Olazar & Juan José Tramutola | Jimmy Douglas – Alexander Wood, George Moorehouse – Jimmy Gallagher, Raphael Tracey, Andrew Auld – Jim Brown, Billy Gonsalves, Bert Patenaude, Tom Florie , Bart McGhee Cheftrainer: Robert Millar | Vereinigte Staaten |
| Argentinien                                                        | 1:0 Luis Monti (20.) 2:0 Alejandro Scopelli (56.) 3:0 Guillermo Stábile (69.) 4:0 Carlos Peucelle (80.) 5:0 Carlos Peucelle (85.) 6:0 Guillermo Stábile (87.)                                                                                        | 6:1 Jim Brown (89.) | Vereinigte Staaten |
| Argentinien                                                        | Raphael Tracey (19., Beinbruch) Raphael Tracey (45., verletzt) | | Vereinigte Staaten |
| 1. Halbfinale                                                      | | |                    |
| Sa., 26. Juli 1930 um 14:45 Uhr in Montevideo (Estadio Centenario) | | |                    |
| Zuschauer: 72.886                                                  | | |                    |
| Schiedsrichter: John Langenus ( Belgien)                           | | |                    |
| Spielbericht                                                       | | |                    |

### Uruguay – Jugoslawien 6:1 (3:1)
| Uruguay                                                            | Uruguay | Jugoslawien | Jugoslawien |
| ------------------------------------------------------------------ | --- | --- | ----------- |
| Uruguay                                                            | \| 2. Halbfinale \| \| So., 27. Juli 1930 um 14:45 Uhr in Montevideo (Estadio Centenario) \| \| Zuschauer: 79.867 \| \| Schiedsrichter: Gilberto de Almeida Rêgo ( Brasilien) \| \| Spielbericht \|                              | \| 2. Halbfinale \| \| So., 27. Juli 1930 um 14:45 Uhr in Montevideo (Estadio Centenario) \| \| Zuschauer: 79.867 \| \| Schiedsrichter: Gilberto de Almeida Rêgo ( Brasilien) \| \| Spielbericht \|                                     | Jugoslawien |
| Uruguay                                                            | Enrique Ballestrero – José Nasazzi , Ernesto Mascheroni – José Leandro Andrade, Lorenzo Fernández, Álvaro Gestido – Pablo Dorado, Héctor Scarone, Peregrino Anselmo, José Pedro Cea, Santos Iriarte Cheftrainer: Alberto Suppici | Milovan Jakšić – Milutin Ivković , Dragoslav Mihajlović – Milorad Arsenijević, Ljubiša Stefanović, Momćilo Đokić – Aleksandar Tirnanić, Blagoje Marjanović, Ivan Bek, Đorđe Vujadinović, Branislav Sekulić Cheftrainer: Boško Simonović | Jugoslawien |
| Uruguay                                                            | 1:1 Pedro Cea (18.) 2:1 Peregrino Anselmo (20.) 3:1 Peregrino Anselmo (31.) 4:1 Santos Iriarte (61.) 5:1 Pedro Cea (67.) 6:1 Pedro Cea (72.)                                                                                     | 0:1 Djordje Vujadinović (4.) | Jugoslawien |
| 2. Halbfinale                                                      | | |             |
| So., 27. Juli 1930 um 14:45 Uhr in Montevideo (Estadio Centenario) | | |             |
| Zuschauer: 79.867                                                  | | |             |
| Schiedsrichter: Gilberto de Almeida Rêgo ( Brasilien)              | | |             |
| Spielbericht                                                       | | |             |

## Finale

### Uruguay – Argentinien 4:2 (1:2)
| Uruguay                                                            | Uruguay | Argentinien | Argentinien | Aufstellung                           |
| ------------------------------------------------------------------ | --- | --- | ----------- | ------------------------------------- |
| Uruguay                                                            | \| Finale \| \| Mi., 30. Juli 1930 um 15:30 Uhr in Montevideo (Estadio Centenario) \| \| Zuschauer: 68.346 \| \| Schiedsrichter: John Langenus ( Belgien) \| \| Spielbericht \|                                              | \| Finale \| \| Mi., 30. Juli 1930 um 15:30 Uhr in Montevideo (Estadio Centenario) \| \| Zuschauer: 68.346 \| \| Schiedsrichter: John Langenus ( Belgien) \| \| Spielbericht \|                                                                      | Argentinien | Aufstellung Uruguay gegen Argentinien |
| Uruguay                                                            | Enrique Ballestrero – José Nasazzi , Ernesto Mascheroni – José Leandro Andrade, Lorenzo Fernández, Álvaro Gestido – Pablo Dorado, Héctor Scarone, Héctor Castro, José Pedro Cea, Santos Iriarte Cheftrainer: Alberto Suppici | Juan Botasso – José Della Torre, Fernando Paternóster – Juan Evaristo, Luis Monti, Pedro Arico Suárez – Carlos Peucelle, Francisco Varallo, Guillermo Stábile, Manuel Ferreira , Marino Evaristo Cheftrainer: Francisco Olazar & Juan José Tramutola | Argentinien | Aufstellung Uruguay gegen Argentinien |
| Uruguay                                                            | 1:0 Pablo Dorado (12.) 2:2 Pedro Cea (57.) 3:2 Santos Iriarte (68.) 4:2 Héctor Castro (89.) | 1:1 Carlos Peucelle (20.) 1:2 Guillermo Stábile (37.) | Argentinien | Aufstellung Uruguay gegen Argentinien |
| Finale                                                             | | |             |                                       |
| Mi., 30. Juli 1930 um 15:30 Uhr in Montevideo (Estadio Centenario) | | |             |                                       |
| Zuschauer: 68.346                                                  | | |             |                                       |
| Schiedsrichter: John Langenus ( Belgien)                           | | |             |                                       |
| Spielbericht                                                       | | |             |                                       |